# 衝擊
《衝擊》是香港電視廣播有限公司的劇集，於1980年首播，全劇共45集。由任達華、趙雅芝、湯鎮業、狄波拉主演。主題曲《衝擊》及插曲《情債》均由顧嘉煇作曲、編曲，黃霑填詞，甄妮主唱。
本劇男主角原訂是周潤發，惟他因已接拍電影而拒絕拍攝本劇，更一度失蹤遠走加拿大，寄居好友林嶺東家，令無綫震怒，將其雪藏，最終本劇改由任達華擔任男主角。

## 故事大綱
顧漱石 (任達華飾) 是一位充滿傳奇性的人物。他是銀行家的長子，自小生長在富貴之家，性格豪爽，而偏偏不愛在上流人的小圈子混，他雖然有機會繼承父業，但卻沒有野心。後來，他一家慘遭奸人趙世豪奪產，變為破落户，漱石受到這衝擊，性格也趨向現實及甘願從低做起，投靠奇女子戚薔薇 (狄波拉飾) ，在戚薔薇支持之下，顧漱石得以東山再起，漸漸地與戚薔薇漸行漸遠至反目。
最後，戚薔薇在顧漱石與曾素婷的婚禮上自盡，死在顧漱石的懷中。

## 演員表
- 狄波拉 飾 戚薔薇
- 任達華 飾 顧漱石
- 趙雅芝 飾 曾素婷
- 湯鎮業 飾 雷朗生
- 夏　雨 飾 趙世豪
- 關海山 飾 洪天賜
- 森　森 飾 曾素怡
- 杜　平 飾 曾展鏗
- 景黛音 飾 雷彩霞
- 李香琴 飾 杜瑞娟
- 蘇杏璇 飾 寶　姨
- 林綺雯 飾 顧品湘
- 張活游 飾 顧守義
- 廖啟智 飾 鄭廣德
- 雪　梨 飾 翁月娥
- 苗僑偉 飾 翁永康
- 曾慶瑜 飾 杜念慈
- 陳百祥 飾 杜念祖
- 譚一清 飾 杜潤泉
- 上官玉 飾 王妙珠
- 程思俊 飾 潘學熙
- 駱　恭 飾 學熙父
- 容守怡 飾 學熙母
- 張國強 飾 陸大明
- 李家鼎 飾 陸大勇
- 飾 鄭　勝
- 葉德嫻 飾 朱艷芳
- 張武孝 飾 佘子貴
- 譚炳文 飾 佘　湛
- 羅麗娟 飾 娟　姐
- 何璧堅 飾 梁海國
- 胡美儀 飾 娥　姐
- 黎少芳 飾 李　二
- 曾楚霖 飾 招　九
- 吳業光 飾 阿　顏
- 黃曼梨 飾 何　愛
- 陳立品 飾 黃　嬌
- 許逸華 飾 莫秘書
- 白　茵 飾 賀　燕
- 李建川 飾 同　學
- 李國麟 飾 祖　友
- 陳柏燊 飾 祖　友
- 石少麟 飾 祖　友
- 黃敏儀 飾 黎銀有
- 吳華山 飾 阿　修
- 曾偉明 飾 阿　羅
- 羅浩楷 飾 SUNNY
- 方　萍 飾 萍　姐
- 龍天生 飾 阿　成
- 黎壁光 飾 阿　祥
- 曹　濟 飾 老　胡
- 凌禮文 飾 陳先生
- 林丹鳳 飾 虹　虹
- 劉兆銘 飾 小　程
- 關菊英 飾 EVA
- 黃文慧 飾 鍾　太
- 蔡國慶 飾 鍾先生
- 許紹雄 飾 王日祥
- 梁漢輝 飾 張律師
- 鄺佐輝 飾 阿　陸
- 白文彪 飾 楊英傑
- 姚鳳絲 飾 楊美雲
- 黃思恩 飾 阿　彪
- 李揚道 飾 打　手
- 鄭藩生 飾 打　手
- 莫紐蘭 飾 鄧經理
- 梁潔芳 飾 卿　姐
- 葉　萍 飾 李　太
- 佩　雲 飾 王　太